# قانون آووگادرو

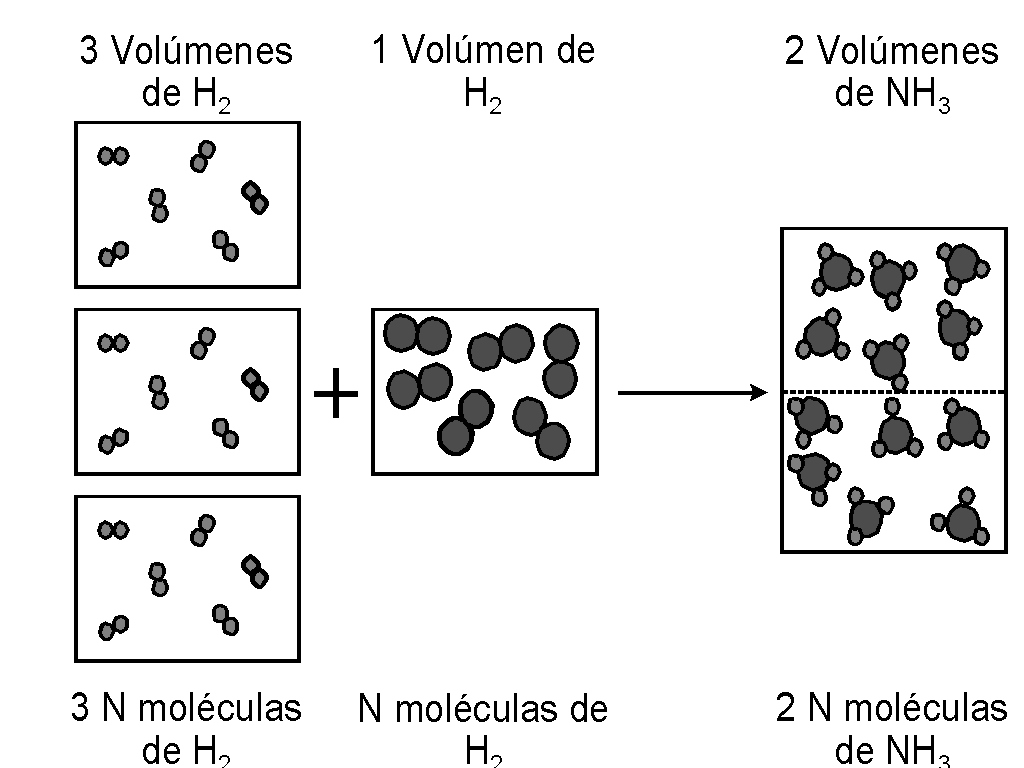
قانون آووگادرو به روایت تصویر

قانون آووگادرو (گاهی با نام فرض آووگادرو یا اصل آووگادرو) یک قانون میان گازها است که برای بزرگداشت آمدئو آووگادرو به نام او نام گذاری شده‌است. در سال ۱۸۱۱، این دانشمند فرض کرد که دو نمونه از گاز کامل که دارای فشار، دما و حجم یکسانند، تعداد مولکول‌های یکسان نیز دارند. از این قانون می‌توان نتیجه گرفت که تعداد مولکول‌ها یا اتم‌ها در یک نمونه از گاز کامل به جرم مولی آن گاز وابسته نیست.
برای روشن‌تر شدن مطلب: دو نمونه که یکی دارای گاز نیتروژن است و دیگری هیدروژن، به شرطی که دما و فشار برابر داشته باشند، تعداد مولکول برابر نیز دارند البته گاز باید رفتار گاز کامل را داشته باشد. گازهایی که در دسترسند هیچ‌یک کامل نیستند؛ برای همین در این قانون کمی تقریب وجود دارد. با این حال، همچنان مفید است و اعتبار کافی را دارد.

## بیان ریاضی
بیان ریاضی قانون آووگادرو به قرار زیر است:
{\displaystyle {\frac {V}{n}}=k}
که در آن:
V حجم گاز.
n مقدار مادهٔ گاز.
k یک عدد ثابت می‌باشد.
مهم‌ترین حرفی که در قانون آووگادرو زده می‌شود این است که مقدار عدد ثابت برای تمامی گازها یکسان است و به آن ثابت عمومی گازها گفته می‌شود و این به این معنی است که:
{\displaystyle {\frac {p_{1}\cdot V_{1}}{T_{1}\cdot n_{1}}}={\frac {p_{2}\cdot V_{2}}{T_{2}\cdot n_{2}}}=constant}
که:
p فشار گاز
T دما در معیار کلوین می‌باشد.

## قانون گاز کامل
اگر ثابت عمومی گازها را با R نمایش دهیم، می‌توان رابطه را به صورت زیر بازنویسی کرد:
{\displaystyle pV=nRT}
به این رابطه قانون گاز کامل یا قانون گاز ایده‌آل می‌گویند.

## حجم مولی
در شرایط استاندارد دما و فشار یا STP، فشار ۱۰۱٫۳۲۵ کیلوپاسکال و دما ۲۷۳٫۱۵ کلوین است. آنگاه حجم یک مول از هر گاز کامل برابر خواهد بود با:
{\displaystyle V_{\rm {m}}={\frac {V}{n}}={\frac {RT}{p}}={\frac {(8.314\mathrm {J} \mathrm {mol} ^{-1}\mathrm {K} ^{-1})(273.15\mathrm {K} )}{101.325\mathrm {kPa} }}=22.41\mathrm {dm} ^{3}\mathrm {mol} ^{-1}}